# Флаг городского округа Ногликский
Флаг муниципального образования «Городской округ Но́гликский» Сахалинской области Российской Федерации.
Флаг был утверждён 8 апреля 2004 года как флаг муниципального образования «Ногликский район» (после муниципальной реформы — муниципальное образование «Городской округ Ногликский») и внесён в Государственный геральдический регистр Российской Федерации с присвоением регистрационного номера 1442.

## Описание флага
Флаг Ногликского района представляет собой прямоугольное полотнище с отношением ширины к длине 2:3, воспроизводящее развёрнутую гербовую композицию.

Геральдическое описание герба гласит: «В скошенном червлёно-лазоревом поле — серебряная узкая перевязь, левый нижний конец которой образован двумя большими чёрными каплями, падающими сообразно щиту и окаймлёнными серебром. Перевязь сопровождена в червлени серебряным стеблем папоротника, а в лазури — выгнутой рыбой того же металла, повёрнутыми сообразно перевязи».

## Обоснование символики
Флаг Ногликского района един и гармоничен. Все фигуры флага показывают Ногликский район как один из интереснейших уголков Сахалинской области со своеобразным животным и растительным миром, богатый природными ресурсами. Проживающие издавна на территории района коренные малочисленные народы сохраняли своеобразие культуры и быта: развивали рыболовство, национальные промыслы, занимались охотой.
Ногликский район — один из пяти районов, представляющих Крайний Север в единственной островной области Российской Федерации, — в современных границах образован в 1930 году на первом туземном съезде Советов. Это второй по величине район Сахалинской области.
Лист папоротника как символ плодородия, роста, обновления, олицетворяет собой богатые природные ресурсы района.
Красный цвет символизирует труд, жизнеутверждающую силу, мужество, праздник, красоту.
Капли аллегорически отражают развитую нефтедобывающую промышленность, наиболее устойчивую и перспективную отрасль в экономике района.
Чёрный цвет символизирует благоразумие, мудрость, покой.
Синяя часть флага показывает географическое расположение района — на реке Тымь, впадающей в Охотское море. Кроме того, территория Ногликского района покрыта большим количеством малых и средних рек, лагунными озёрами и ручьями; достопримечательностью района являются Дагинские источники, расположенные на западном берегу залива Даги.
Синий цвет (лазурь) символизирует возвышенные устремления, искренность и добродетели.
Добычей рыбы и морепродуктов в районе занимаются рыболовецкие организации, родовые хозяйства коренных народов Севера. Это показано рыбой. Символика рыбы неотделима от символики воды и означает всеобщее обновление природы (икра, вымётываемая рыбьими самками, состоит из миллиона икринок).
Белая полоса, делящая полотнище флага на две части показывает прибрежную полосу, образованную пенящимися волнами.
Белый цвет (серебро) — символ совершенства, благородства, чистоты, веры, мира.